# برنهوف هانسن
برنهوف هانسن (انگلیسی: Bernhoff Hansen; ۱۷ اوت ۱۸۷۷ – ۲۲ دسامبر ۱۹۵۰) کشتی‌گیر اهل ایالات متحده آمریکا بود.